# Státní zaměstnanci v Česku
Státní zaměstnanci v Česku jsou skupinou zaměstnanců, které zaměstnávají státní složky a které jsou placeny ze státního rozpočtu České republiky. Může existovat řada definic a pojetí. V nejužší variantě jde nepřesně řečeno o tzv. státní úředníky, tedy zaměstnance služebních úřadů ve služebním či pracovním poměru, v širším pojetí o přímé zaměstnance veřejného sektoru (školství, zdravotnictví, bezpečnostní a ozbrojené složky státu, soudy) a ve volném pojetí o všechny osoby, které jsou přímo či nepřímo placené z veřejných rozpočtů.

## Definice

### Úzká definice – státní úředníci
Velmi závisí na zvolené definici pojmu. Například dle zákona o státní službě je státním zaměstnancem osoba, která byla přijata do služebního poměru a zařazena na služební místo k výkonu některé z činností uvedených v § 5 zákona o státní službě. Tato úzká definice by zahrnula pouze zaměstnance tzv. služebních úřadů státu ve služebním poměru, tj. de facto pouze státní úředníky. Takových státních zaměstnanců je dle statistik Ministerstva vnitra 67 945 (rok 2020). Při započítání obslužných míst v pracovním poměru jde celkem o 75 796 státních zaměstnanců zařazených ve služebních úřadech, kterých je celkem 234. Jde ovšem opět o místa tzv. systemizovaná, tj. papírově vytvořená, ne nutně reálně obsazená (průměrná obsazenost služebních míst byla v roce 2020 89,5 %). U zaměstnanců služebních úřadů je možné uvést i další statistiky. Například, že v roce 2020 bylo na služebních úřadech 55 % zaměstnanců s vysokoškolským vzděláním a dalších 41 % středoškolsky vzdělaných. Co do rozdělení dle pohlaví tvořilo skladbu zaměstnanců 26,5 % mužů a 73,5 % žen. Počet těchto zaměstnanců zůstává v posledních letech konstantní (v roce 2020 jich bylo pouze o cca 500 více než v roce 2015, přičemž rostl jen obslužný personál v pracovním poměru). Pojem „úředník“ je ovšem i v tomto pojetí zavádějící. Ve služebním poměru nejsou pouze úředníci vydávající správní akty, ale také stratégové, IT specialisté, projektoví manažeři, analytici, právníci, PR specialisté atd. Náplní práce je často správa, v uzším pohledu pak byrokratická a veřejná správa.

### Širší definice – zaměstnanci státu
V rozšířeném pojetí jde o zaměstnance organizačních složek státu (ministerstva, ústřední orgány státní správy, soudy apod.) a příspěvkových organizací státu. Dle Ministerstva financí činí počet takto definovatelných zaměstnanců 482 270 (rok 2021). S tímto číslem tvoří zhruba 7 % lidí v produktivní věku (18–65 let). Jde o počet míst, na která mají jednotlivá ministerstva v rozpočtu vyčleněny peníze. Všechna místa ale nemusí být obsazena. Na platech to je asi 239 miliard korun. V tomto pojetí jsou vedle státních úředníků zahrnuti také zaměstnanci soudů a státních zastupitelství, zaměstnanci škol regionálního školství, vojáci a další příslušníci ozbrojených sil a příslušníci bezpečnostních sborů (Policie ČR, hasiči, celní správa, vězeňská služba, GIBS). Je nutné dodat, že například v roce 2020 bylo dle státního závěrečného účtu ve vládou regulované sféře zaměstnáno 463 648 zaměstnanců, z čehož bylo 265 254 zaměstnáno v příspěvkových organizacích státu a 198 394 v organizačních složkách státu. V posledních letech roste zejména počet zaměstnanců příspěvkových organizací státu (o 36 305 od roku 2011 do roku 2020).

### Volná definice – zaměstnanci veřejného sektoru
V nejširším pojetí lze dojít k závěru, že celkově veřejný sektor zaměstnává téměř milion zaměstnanců tedy pětinu až čtvrtinu všech pracujících. V tomto přístupu jsou ovšem započítáni všichni zaměstnanci, kteří v důsledku (či de facto), tj. nepřímo, mají podíl na platu či mzdě ze státního rozpočtu. Jde například o zaměstnance územních samosprávných celků (obcí a krajů), kteří vykonávají státní správu v přenesené působnosti (část jejich platů je sanována příspěvkem na výkon státní správy, který je součástí státního rozpočtu, a dále příjmy samospráv z rozpočtového určení daní apod. – v tomto druhém případě lze hovořit i o zaměstnancích obcí a krajů vykonávající pouze samostatnou působnost samosprávy), a pak dále zaměstnanci soukromého sektoru, kteří pracují na veřejných zakázkách spolufinancovaných státním rozpočtem. Zahrnutím poslední skupiny vzniká již velmi volné pojetí státního zaměstnance. V této volné definici je tedy státním zaměstnancem každý, jehož mzda je přímo či nepřímo vyplácena z daní vybraných státem (státní rozpočet). Pro oficiální statistiky se ovšem uvádějí jen přímo placení zaměstnanci se smlouvou se státem.
Rozdíl mezi zaměstnancem soukromého sektoru a veřejného sektoru není jen ve faktickém pobírání mzdy proti platu, ale i v mechanismu získávání příjmů zaměstnavatelem. Zatímco mzda soukromého sektoru se řídí pravidly tržní soutěže, platy pracovníků státu a veřejného sektoru jsou určeny politikou státu a jsou pevně stanoveny v nařízení vlády o platových poměrech zaměstnanců ve veřejných službách a správě. Výhodou státních platů je určitá jistota příjmu pro konkrétního jedince, co se týče konkrétní tabulkové výše platu. Společnost jako celek ovšem může doplácet na celkové neefektivitě plošného odměňování a na neustálých politických sporech, jak vysoké by měly být platy ve veřejném sektoru. Tabulkový plat státního zaměstnance se stanovuje na základě vykonávané činnosti, ke které je v katalogu prací přiřazena platová třída, kdy s vyšší platovou třídou stoupá plat, ale také nároky na zaměstnance (např. povinně dosažený stupeň vzdělání, skládání úřednických zkoušek nebo jazyková vybavenost), vedle toho jsou dalším kritériem stanovení výše platu odsloužená léta.
V širších definicích státních zaměstnanců nebo zaměstnanců veřejného sektoru, proto musíme započítat pracovníky státem poskytovaných služeb, jako jsou veřejné školství, veřejné zdravotnictví, soudnictví, bezpečnost či hasiči. Ve volném pojetí je možné započítat i zaměstnance různých firem realizujících veřejné zakázky, které jsou najímány externě a vypláceny z obecních nebo státních prostředků. Například pracovníky stavějící pro stát dálnice či železnice a realizující další investiční výdaje z veřejných rozpočtů. Reálné číslo a procento lidí, které přímo či nepřímo zaměstnává stát je tedy v tomto pojetí vyšší než oficiální statistika a velmi těžko se odhaduje.

## Grafy a statistiky

Počet a struktura státních zaměstnanců v roce 2021

Je třeba zdůraznit, že graf Ministerstva financí počítá pouze se zaměstnanci organizačních složek státu a příspěvkových organizací státu. V grafu chybí celý sektor veřejného zdravotnictví. Obecně je v sektoru zdravotnictví lékařů a zubařů dalších cca 50 tisíc, zdravotních sester přes 80 tisíc. Zaměstnanci obecních a městských úřadů a krajských úřadů jsou placeni z veřejných rozpočtů, de facto tedy ze státního rozpočtu (resp. z příjmů obcí a krajů – daně, transfery nebo poplatky), jen Magistrát hlavního města Prahy má přes dva tisíce zaměstnanců. V roce 2020 existovalo na obecních, městských a krajských úřadech (včetně úřadů městských částí Prahy a magistrátu) 76 731 úvazků, což na platech činilo 34,3 mld. Kč. Z grafu lze tedy vyčíst pouze velmi hrubé poměrné zastoupení jednotlivých zaměstnanců.

### Trend a vývoj
Podle státních rozpočtů v kostce, které od roku 2016 uvádí počty oficiálních státních zaměstnanců je trend jasný. Oficiální počet se rok od roku zvyšuje. Pokud chceme sledovat širokou definici státního zaměstnance (přímí i nepřímí) je nutné sledovat všechny subjekty (dodavatele ve veřejných zakázkách, neziskové organizace, zaměstnance obcí a krajů). Je vhodné zmínit, že soukromé volnotržní firmy jako jediné jsou schopny produkovat bohatství, odložením kapitálové spotřeby a investic do nových způsobů výroby, aby stát následně toto bohatství přes vybrané daně přerozdělil, či spotřeboval. Veřejný sektor je sice zahrnut v HDP, ale pouze ve spotřebě. Stát nemá motivaci v podobě zisku a produkce dodatečného bohatství tak není nutnou prioritou. Z vybraných daní poskytuje veřejné služby, jako jsou stavba dopravních cest, dostupné zdravotnictví, školství, sociální služby, důchody, atd... Existuje ovšem politický i ekonomický střet mezi tím, jak silnou roli by měl stát mít a kolik by měly činit jak jeho příjmy (zejména míra daní), tak také výdaje.
| Roky | Počty zaměstnanců OSS a POS |
| ---- | --------------------------- |
| 2024 | 487 591                     |
| 2023 | 499 056                     |
| 2022 | 488 879                     |
| 2021 | 482 270                     |
| 2020 | 475 369                     |
| 2019 | 469 737                     |
| 2018 | 453 431                     |
| 2017 | 444 928                     |
| 2016 | 437 291                     |

| Roky   | Počty zaměstnanců služebních úřadů ve služebním poměru (úředníci) | Počty zaměstnanců služebních úřadů v pracovním poměru (obslužný personál) |
| ------ | ----------------------------------------------------------------- | ------------------------------------------------------------------------- |
| 2020   | 67 946                                                            | 7 808                                                                     |
| 2019   | 70 211                                                            | 7 632                                                                     |
| 2018   | 71 039                                                            | 7 542                                                                     |
| 2017   | 70 527                                                            | 7 443                                                                     |
| 2016   | 69 169                                                            | 7 028                                                                     |
| 2015   | 68 091                                                            | 7 186                                                                     |
| Zdroj. |                                                                   |                                                                           |

### Podíl na zaměstnané populaci

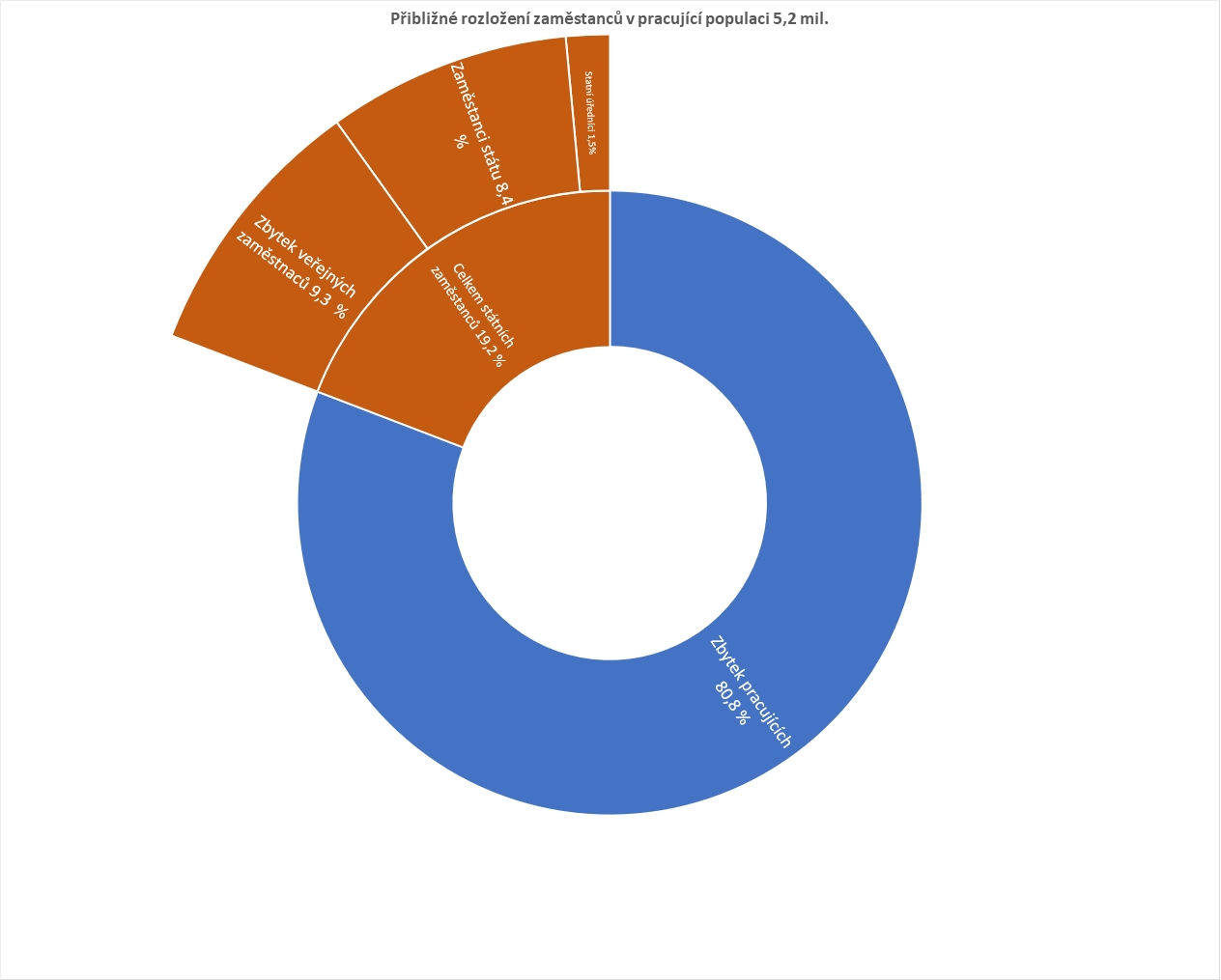
Podíl státních zaměstnanců na pracující populaci

V grafu níže jsou všichni zaměstnanci (cca 5,2 milionu). Pokud se podíváme na všechny občany v produktivním věku (6,9 mil) 18–65 let vyjde nám, že zhruba 7 % (482 270) z nich je zaměstnáno státem. Toto jsou počty státních zaměstnanců podle oficiálních statistik zaměstnaných přímo vládou. Pokud se podíváme pouze na všechny zaměstnané lidi tak procento je zhruba 9.2%.
Počet pracujících v ČR je cca 5,2 milionu.

### Podíl na celkové populaci v ČR
Graf níže zobrazuje podíly pracující a nepracující populace v ČR (cca 10,7mil) a v pracující populaci přibližný podíl veřejných zaměstanců ve volném pojetí(1mil) .

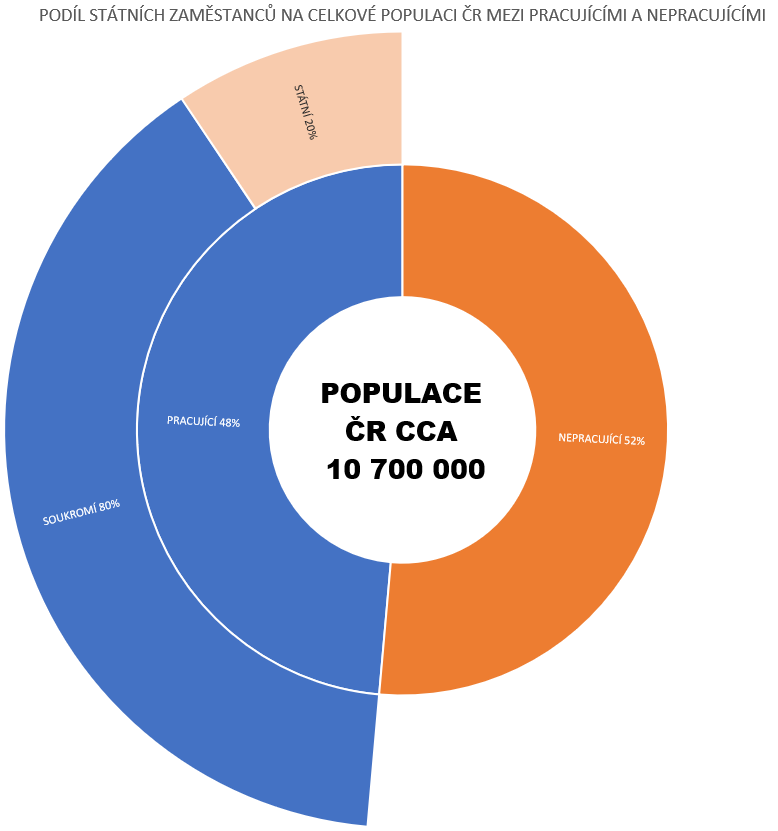
Podíl veřejných zaměstanců na celkové populaci v ČR

## Výzkumy
V lednu 2022 publikoval Institut pro demokracii a ekonomickou analýzu Národohospodářského ústavu Akademie věd ČR studii Státní zaměstnanci a úředníci: kde pracují a za kolik? Podle studie je v České republice zhruba jeden milion osob, kteří jsou přímo či nepřímo placeni ze státního rozpočtu, ti jsou ve studii pojmenováni jako zaměstnanci veřejného sektoru. Platy necelé poloviny z nich (464 tisíc) jsou vypláceny přímo ze státního rozpočtu (tzv. státní zaměstnanci). Ostatní jsou placeni nepřímo dotacemi různým zaměstnavatelům nebo z jiných veřejných rozpočtů včetně obecních a krajských. Ze státních zaměstnanců jich 265 tisíc (57 % státních zaměstnanců) pracuje v příspěvkových organizacích, včetně učitelů a dalších zaměstnanců regionálního školství; zbývajících 198 tisíc (43 % státních zaměstnanců) v policii, armádě, na ministerstvech a dalších státu podřízených úřadech. Specifickou podskupinu představují zaměstnanci ministerstev, ústřední a neústřední státní správy. Těch bylo v roce 2020 78 tisíc (17 % státních zaměstnanců) a tyto nazývají státními úředníky.
Státní úředníci (78 tisíc) v této studii tvoří 1) zaměstnanci ministerstev (23 tisíc), 2) zaměstnanci ostatní ústřední státní správy (4 tis.) a 3) zaměstnanci správy neústřední (51 tis.). Mezi největší zaměstnavatele ostatní ústřední státní správy patří Český statistický úřad (cca 1,5 tisíce osob), Úřad vlády (cca 500), Správa státních hmotných rezerv (cca 400) nebo Energetický regulační úřad (cca 300). V neústřední správě jsou zaměstnaností největší Finanční správa České republiky (15 tisíc), Úřad práce ČR (11 tisíc) a Česká správa sociálního zabezpečení (8 tisíc) a dále katastrální úřady (4 tisíc) a krajské hygienické stanice (2 tisíce). Bezpečnostní sbory (82 tisíc; 18 % státních zaměstnanců) zahrnují především zaměstnance policie (42 tisíc; 9 %), vězeňské služby, (11 tisíc; 2 %), soudů (10 tisíc; 2 %), Hasičského záchranného sboru ČR (bez dobrovolných hasičů; 10 tisíc; 2 %), Generálního ředitelství cel (6 tisíc ; 1 %) a státních zastupitelství (3 tisíce; 1 %). Ve studii je dále použita skupina „ostatní včetně Armády ČR“, neboli ostatní organizační složky státu. Zaměstnávají 39 tisíc plných úvazků (8 % státních zaměstnanců) a zahrnují především armádu pod kapitolou Ministerstva obrany ČR zodpovědnou za většinu zaměstnanců (32 tisíc; 7 %). Příspěvkové organizace zaměstnávají 265 tisíc osob (57 % státních zaměstnanců). Naprostá většina z nich (254 tis.; 55 %) představuje zaměstnance škol v regionálním školství (mateřské, základní, střední a vyšší odborné školy, konzervatoře) financovaných ze státního rozpočtu skrze kapitolu Ministerstva školství mládeže a tělovýchovy. Tato skupina tedy tvoří většinu státních zaměstnanců (55 %), byť jsou dle zákoníku práce zaměstnanci škol, z nichž naprostou většinu zřizují obecní a krajské samosprávy.
Další zjištění studie se týká platů. Podle autorů došlo k tomu, že ačkoliv nominální i reálné průměrné platy státních úředníků od roku 2013 soustavně rostly, od roku 2018 již jejich růst zaostával za růstem mezd v celé ekonomice, takže jejich relativní úroveň v roce 2020 byla výrazně nižší než v roce 2018 (-3 až -6 procentních bodů podle typu organizace). Průměrný plat v centrálních institucích byl v roce 2020 46 500 korun a v ostatních státních úřadech 43 900 korun. Rozdíly v platech odrážejí druh, místo i délku práce, vzdělání či podíl vedoucích pozic. Je nutné i zde připomenout, že velká část státních zaměstnanců má vysokoškolské vzdělání. Podle informačního systému o průměrném výdělku tvořili v pololetí roku 2021 vysokoškoláci ve veřejné sféře téměř třetinu pracovníků, v soukromé jen 16 procent. V privátu si přitom průměrný vysokoškolák vydělal zhruba o 11 000 Kč víc než ve veřejném sektoru.